# Синклер, Джон, 8-й граф Кейтнесс
Джон Синклер, 8-й граф Кейтнесс (англ. John Sinclair, 8th Earl of Caithness; ? — 1705) — шотландский дворянин и глава клана Синклер.

## Биография
Сын Джеймса Синклера из Мёркла (1598 — ?) и Джин Стюарт, правнук Джона Синклера, мастера Кейтнесса (? — 1576), сына Джорджа Синклера, 4-го графа Кейтнесса (? — 1582).
В 1698 году после смерти своего родственника Джорджа Синклера, 7-го графа Кейтнесса, умершего без потомства, Джон Синклер унаследовал титул 8-го графа Кейтнесса (Пэрство Шотландии).
Его отец отказался от земель Мёркла в пользу себя и Джона в марте 1644 года.

## Семья
Джон Синклер, 8-й граф Кейтнесс, женился на Джин Кармайкл, которая, как говорят, была из семьи Хайндфорд. У супругов было пятеро детей:
- Александр Синклер, 9-й граф Кейтнесс (ок. 1684 — 9 декабря 1765), наследник и преемник[2][4].
- Джон Синклер, лорд Мёркл (ок. 1685 — 5 июня 1755), который был сенатором Коллегии правосудия и не оставил потомков[2][4].
- Фрэнсис Синклер из Милтона (ок. 1685 — 2 марта 1762), не оставивший потомков[2][4].
- Арчибальд Синклер
- Леди Джанет Синклер (? — 1720), которая вышла замуж за Дэвида Синклера из Саутдуна в 1714 году и имела нескольких детей[2][4].